# Reinfried Herbst
Reinfried Herbst (Salisburgo, 11 ottobre 1978) è un ex sciatore alpino austriaco, vincitore di una Coppa del Mondo di slalom speciale e di una medaglia olimpica nella stessa specialità.

## Biografia

### Stagioni 1998-2006
Nato a Salisburgo e originario di Unken, Herbst si è dedicato prevalentemente allo slalom speciale, nel quale ha ottenuto tutti i principali piazzamenti della sua carriera a partire dall'esordio in Coppa Europa, il 6 gennaio 1998 a Kranjska Gora (29º), e dal primo podio nel circuito continentale, il 19 marzo 2000 a See (3º). Ha esordito in Coppa del Mondo il 21 gennaio 2001 a Kitzbühel, senza completare la gara.
Il 10 gennaio 2004 ha conquistato a Todtnau la sua prima vittoria in Coppa Europa e a fine stagione è risultato 2º nella classifica di specialità del circuito, mentre non ha ottenuto risultati di particolare rilievo in Coppa del Mondo fino alla stagione 2005-2006, durante la quale ha conquistato il suo primo podio (2º il 22 gennaio a Kitzbühel). Ha quindi vinto la medaglia d'argento ai XX Giochi olimpici invernali di Torino 2006, suo esordio olimpico, nella gara vinta dal suo connazionale Benjamin Raich; nel prosieguo della stagione ha ottenuto la prima vittoria in Coppa del Mondo, l'11 marzo a Shigakōgen.

### Stagioni 2007-2009
Infortunatosi giocando a calcio, è tornato alle gare nel gennaio del 2007 e in febbraio ha debuttato ai Campionati mondiali nella rassegna iridata di Åre, senza completare la gara. Nella stagione 2007-2008 in Coppa del Mondo ha ottenuto tre podi con due vittorie (tra le quali quella del 9 febbraio sulla prestigiosa pista Gudiberg di Garmisch-Partenkirchen) e si è piazzato al 3º posto nella classifica della Coppa del Mondo di slalom speciale; nella stessa stagione in Coppa Europa, sempre nella classifica di specialità, è stato 2º.
Il 27 gennaio 2009 ha vinto il classico slalom speciale in notturna della Planai a Schladming, mentre il mese dopo ai Mondiali di Val-d'Isère è uscito durante la prima manche. Anche quell'anno in Coppa Europa è stato 2º nella classifica di specialità.

### Stagioni 2010-2016
Nel 2010 ha bissato il successo sulla Planai (il 26 gennaio) e ai XXI Giochi olimpici invernali di Vancouver 2010 si è piazzato 10°; in quella stagione in Coppa del Mondo ha conquistato, grazie anche a cinque podi nella specialità (quattro vittorie - tra le quali l'ultima in carriera, il 31 gennaio a Kranjska Gora - e un terzo posto), la coppa di cristallo di slalom speciale con 22 punti di vantaggio sul francese Julien Lizeroux. Nella stessa stagione ha colto la sua ultima vittoria in Coppa Europa, il 12 febbraio a Oberjoch, mentre in quella successiva ai Mondiali di Garmisch-Partenkirchen 2011 non ha concluso la prova e in seguito, il 27 febbraio a Bansko, è salito per l'ultima volta sul podio in Coppa del Mondo (2º).
Il 13 febbraio 2012 ha ottenuto a Pamporovo l'ultimo podio in Coppa Europa (2º); non ha concluso la prova ai XXII Giochi olimpici invernali di Soči 2014, suo congedo olimpico, e ai Mondiali di Vail/Beaver Creek 2015, ultima presenza iridata di Herbst, è stato invece 13º. Ha disputato l'ultima gara in carriera il 6 marzo 2016 a Kranjska Gora, senza completare lo slalom speciale di Coppa del Mondo in programma.

## Palmarès

### Olimpiadi
- 1 medaglia:
  - 1 argento (slalom speciale a Torino 2006)

### Coppa del Mondo
- Miglior piazzamento in classifica generale: 11º nel 2010
- Vincitore della Coppa del Mondo di slalom speciale nel 2010
- 16 podi (tutti in slalom speciale):
  - 9 vittorie
  - 3 secondi posti
  - 4 terzi posti

#### Coppa del Mondo - vittorie
| Data             | Località               | Paese     | Specialità |
| ---------------- | ---------------------- | --------- | ---------- |
| 11 marzo 2006    | Shigakōgen             | Giappone  | SL         |
| 9 febbraio 2008  | Garmisch-Partenkirchen | Germania  | SL         |
| 15 marzo 2008    | Bormio                 | Italia    | SL         |
| 11 gennaio 2009  | Adelboden              | Svizzera  | SL         |
| 27 gennaio 2009  | Schladming             | Austria   | SL         |
| 15 novembre 2009 | Levi                   | Finlandia | SL         |
| 21 dicembre 2009 | Alta Badia             | Italia    | SL         |
| 26 gennaio 2010  | Schladming             | Austria   | SL         |
| 31 gennaio 2010  | Kranjska Gora          | Slovenia  | SL         |

Legenda:

SL = slalom speciale

#### Coppa del Mondo - gare a squadre
- 2 podi:
  - 2 vittorie

### Coppa Europa
- Miglior piazzamento in classifica generale: 4º nel 2004
- 20 podi:
  - 11 vittorie
  - 4 secondi posti
  - 5 terzi posti

#### Coppa Europa - vittorie
| Data             | Località               | Paese    | Specialità |
| ---------------- | ---------------------- | -------- | ---------- |
| 10 gennaio 2004  | Todtnau                | Germania | SL         |
| 11 gennaio 2004  | Todtnau                | Germania | SL         |
| 2 dicembre 2007  | Åre                    | Svezia   | SL         |
| 14 febbraio 2008 | Kranjska Gora          | Slovenia | SL         |
| 15 febbraio 2008 | Kranjska Gora          | Slovenia | SL         |
| 18 febbraio 2008 | Garmisch-Partenkirchen | Germania | SL         |
| 3 dicembre 2008  | Reiteralm              | Austria  | SL         |
| 19 dicembre 2008 | Obereggen              | Italia   | SL         |
| 15 gennaio 2009  | Oberjoch               | Germania | SL         |
| 18 dicembre 2009 | Pozza di Fassa         | Italia   | SL         |
| 12 febbraio 2010 | Oberjoch               | Germania | SL         |

Legenda:

SL = slalom speciale

### Campionati austriaci
- 6 medaglie[3]:

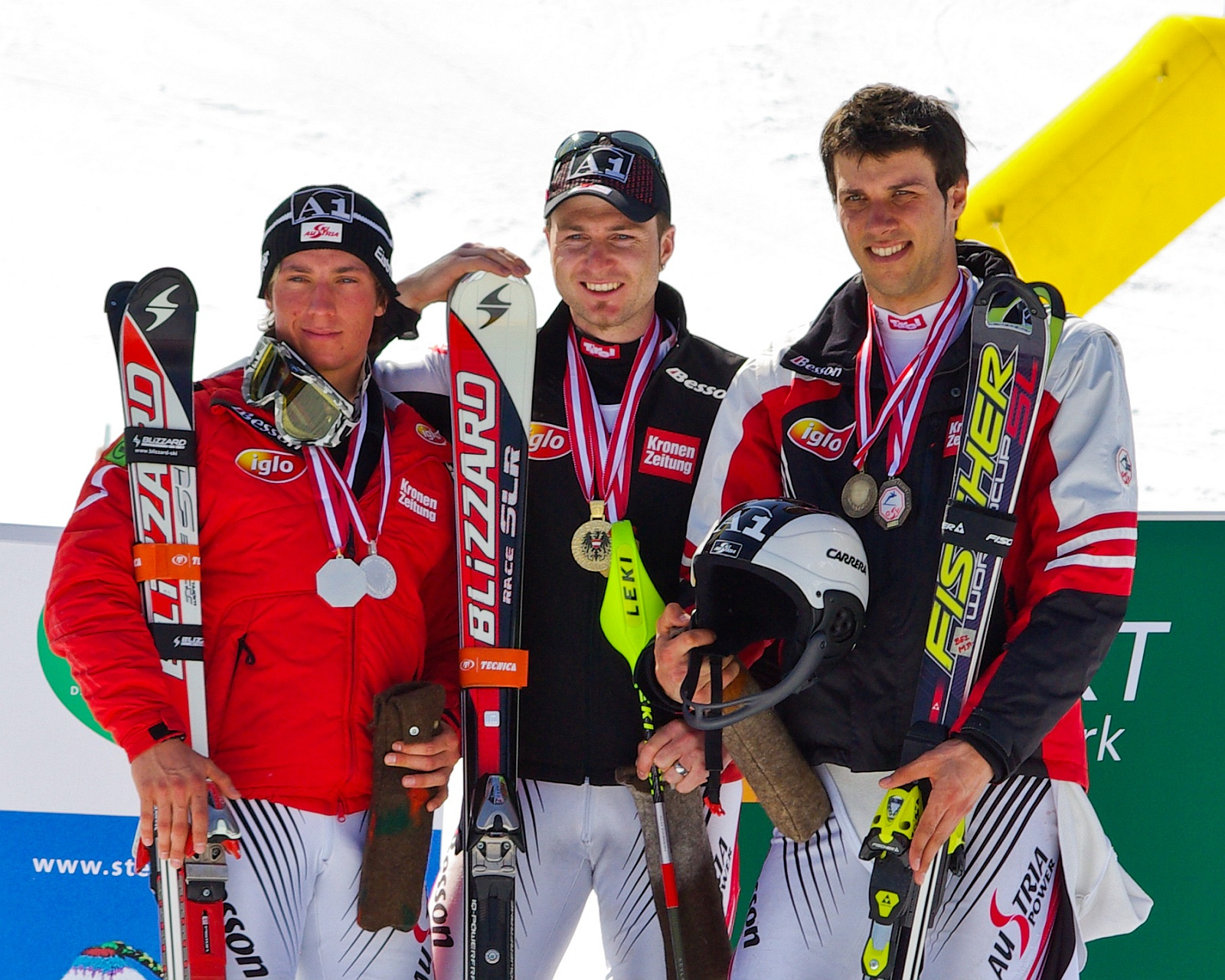
Il podio dello slalom speciale ai Campionati austriaci 2008, con Reinfried Herbst (oro, al centro) accanto a Marcel Hirscher (argento, a sinistra) e a Mario Matt (bronzo, a destra)

  - 3 ori (slalom gigante nel 2003; slalom speciale nel 2008; slalom speciale nel 2014)
  - 2 argenti (slalom speciale nel 2003; slalom speciale nel 2009)
  - 1 bronzo (slalom speciale nel 2011)

### Campionati austriaci juniores
- 1 medaglia[3]:
  - 1 bronzo (slalom speciale nel 1995)